# Сельне (зупинний пункт)
Се́льне (біл. Се́льнае) — пасажирський залізничний зупинний пункт Гомельського відділення Білоруської залізниці на електрифікованій лінії Жлобин — Калинковичі між станціями Ящиці (5,3 км) та Свєтлогорськ-на-Березині (7,5 км). Розташований в селі Старина Жлобинського району Гомельської області, за 3,3 км на північний захід від села Сельне.

## Пасажирське сполучення
На зупинному пункті Сельне зупиняються поїзди регіональних ліній економкласу сполученням Жлобин — Калинковичі.